# España desde el cielo
España desde el cielo fue un programa de televisión de género documental que mostraba los mejores paisajes de España a vista de pájaro. El programa, presentado por Paola Sánchez y emitido por 13 TV cada sábado a las 21:30 horas, se estrenó el 7 de julio de 2012.

## Lugares visitados
Algunos de los paisajes que ha ofrecido el programa forman parte de comunidades como por ejemplo Extremadura, Castilla-La Mancha, Islas Canarias, País Vasco, Madrid o Asturias.